# Darris Love
Pour les articles homonymes, voir Love.
Darris Love, né le 26 avril 1980 à Los Angeles, est un acteur américain.

## Biographie
Darris Love accède à la notoriété dès l'adolescence en intégrant pendant quatre saisons la distribution principale de la série télévisée Les Incroyables Pouvoirs d'Alex, rôle pour lequel il est nommé au Young Artist Award du meilleur jeune acteur en 1997. Il a ensuite joué dans plusieurs films indépendants, dont Gang Tapes (en) (2001), film sur les gangs tourné en found footage qui accède à une certaine reconnaissance, ainsi que dans d'autres séries telles que Urgences, Angel, FBI : Portés disparus et Les Experts.

## Filmographie

### Cinéma
- 1994 : Shrunken Heads (en) : Freddie Thompson
- 2001 : Gang Tapes (en) : Alonso
- 2006 : Waist Deep : Rock
- 2009 : The Janky Promoters : Mondo
- 2012 : We the Party (en) : D-Money

### Télévision
- 1994-1998 : Les Incroyables Pouvoirs d'Alex (série télévisée, 78 épisodes) : Ray Alvarado
- 1998 : Sister, Sister (série télévisée, 3 épisodes) : Jamal
- 1999 : Passing Glory (en) (téléfilm) : Antoine Toussaint
- 2000 : Undressed (série télévisée, 3 épisodes) : Kevin
- 2000 : Urgences (série télévisée, saison 7 épisode 6) : Hudson
- 2001 : New York Police Blues (série télévisée, saison 8 épisode 1) : Clem
- 2001 : Washington Police (série télévisée, saison 1 épisode 12) : Jo-Jo
- 2001 : Angel (série télévisée, saison 2 épisodes 14 et 19) : George
- 2003 : The Shield : Boxer (saison 2, épisode 13)
- 2004 : Sucker Free City (en) (téléfilm) : Sleepy
- 2006 : FBI : Portés disparus (série télévisée, saison 4 épisode 11) : Orlando Davidson
- 2007 : Les Experts (série télévisée, 2 épisodes) : Ezekiel Holstein